# Boxa als Jocs Olímpics d'estiu de 2020
Als Jocs Olímpics d'Estiu de 2020, realitzats a la ciutat de Tòquio (Japó), es disputaran tretze proves de boxa, vuit en categoria masculina i cinc en categoria femenina. Es disputaran entre el 24 de juliol i el 8 d’agost de 2021 al Ryōgoku Kokugikan.
El 22 de maig de 2019 el Comitè Olímpic Internacional (COI) va anunciar que se li retirava el dret d'organitzar el torneig a l'Associació Internacional de Boxa (AIBA) per "diversos problemes interns". La boxa serà organitzada per un grup de treball dirigit per Morinari Watanabe, president de la Federació Internacional de Gimnàstica.

## Format de la competició
El 23 de març de 2013 l'AIBA va introduir canvis significatius en el format. El nombre de classes de pes per a homes es va reduir de deu a vuit, mentre les classes de pes femení van augmentar de tres a cinc, amb la introducció de categories de pes ploma i pes welter. El COI va confirmar els límits de pes per a les 13 classes el 19 de juny de 2019.
Els homes competiran en aquestes vuit classes de pes:
- pes mosca (52 kg)
- pes ploma (57 kg)
- pes lleuger (63 kg)
- pes wèlter (69 kg)
- pes mitjà (75 kg)
- pes semipesant (81 kg)
- pes pesant (91 kg)
- pes superpesant (més de 91 kg)

Les dones competiran en aquestes cinc classes de pes:
- pes mosca (51 kg)
- pes ploma (57 kg)
- pes lleuger (60 kg)
- pes wèlter (69 kg)
- pes mitjà (75 kg)

## Resum de medalles

### Categoria masculina
| Prova           | Or                        | Plata                        | Bronze                     |
| - 52 kg detalls | Galal Yafai (GBR)         | Carlo Paalam (PHI)           | Saken Bibossinov (KAZ)     |
| - 52 kg detalls | Galal Yafai (GBR)         | Carlo Paalam (PHI)           | Ryomei Tanaka (JPN)        |
| - 57 kg detalls | Albert Batyrgaziev (ROC)  | Duke Ragan (USA)             | Lázaro Álvarez (CUB)       |
| - 57 kg detalls | Albert Batyrgaziev (ROC)  | Duke Ragan (USA)             | Samuel Takyi (GHA)         |
| - 63 kg detalls | Andy Cruz (CUB)           | Keyshawn Davis (USA)         | Harry Garside (AUS)        |
| - 63 kg detalls | Andy Cruz (CUB)           | Keyshawn Davis (USA)         | Hovhannes Bachkov (ARM)    |
| - 69 kg detalls | Roniel Iglesias (CUB)     | Pat McCormack (GBR)          | Andrey Zamkovoy (ROC)      |
| - 69 kg detalls | Roniel Iglesias (CUB)     | Pat McCormack (GBR)          | Aidan Walsh (IRL)          |
| - 75 kg detalls | Hebert Conceição (BRA)    | Oleksandr Khyzhniak (UKR)    | Gleb Bakshi (ROC)          |
| - 75 kg detalls | Hebert Conceição (BRA)    | Oleksandr Khyzhniak (UKR)    | Eumir Marcial (PHI)        |
| - 81 kg detalls | Arlen López (CUB)         | Benjamin Whittaker (GBR)     | Loren Alfonso (AZE)        |
| - 81 kg detalls | Arlen López (CUB)         | Benjamin Whittaker (GBR)     | Imam Khataev (ROC)         |
| - 91 kg detalls | Julio César La Cruz (CUB) | Muslim Gadzhimagomedov (ROC) | Abner Teixeira (BRA)       |
| - 91 kg detalls | Julio César La Cruz (CUB) | Muslim Gadzhimagomedov (ROC) | David Nyika (NZL)          |
| + 91 kg detalls | Bakhodir Jalolov (UZB)    | Richard Torrez (USA)         | Frazer Clarke (GBR)        |
| + 91 kg detalls | Bakhodir Jalolov (UZB)    | Richard Torrez (USA)         | Kamshybek Kunkabayev (KAZ) |

### Categoria femenina
| Prova           | Or                      | Plata                    | Bronze                      |
| - 51 kg detalls | Stoyka Krasteva (BUL)   | Buse Naz Çakıroğlu (TUR) | Tsukimi Namiki (JPN)        |
| - 51 kg detalls | Stoyka Krasteva (BUL)   | Buse Naz Çakıroğlu (TUR) | Huang Hsiao-wen (TPE)       |
| - 57 kg detalls | Sena Irie (JPN)         | Nesthy Petecio (PHI)     | Karriss Artingstall (GBR)   |
| - 57 kg detalls | Sena Irie (JPN)         | Nesthy Petecio (PHI)     | Irma Testa (ITA)            |
| - 60 kg detalls | Kellie Harrington (IRL) | Beatriz Ferreira (BRA)   | Sudaporn Seesondee (THA)    |
| - 60 kg detalls | Kellie Harrington (IRL) | Beatriz Ferreira (BRA)   | Mira Potkonen (FIN)         |
| - 69 kg detalls | Busenaz Sürmeneli (TUR) | Gu Hong (CHN)            | Lovlina Borgohain (IND)     |
| - 69 kg detalls | Busenaz Sürmeneli (TUR) | Gu Hong (CHN)            | Oshae Jones (USA)           |
| - 75 kg detalls | Lauren Price (GBR)      | Li Qian (CHN)            | Nouchka Fontijn (NED)       |
| - 75 kg detalls | Lauren Price (GBR)      | Li Qian (CHN)            | Zemfira Magomedalieva (ROC) |

## Medaller
| Posició | País            | Or | Plata | Bronze | Total |
| 1       | Cuba            | 4  | 0     | 1      | 5     |
| 2       | Regne Unit      | 2  | 2     | 2      | 6     |
| 3       | ROC             | 1  | 1     | 4      | 6     |
| 4       | Brasil          | 1  | 1     | 1      | 3     |
| 5       | Turquia         | 1  | 1     | 0      | 2     |
| 6       | Japó            | 1  | 0     | 2      | 3     |
| 7       | Irlanda         | 1  | 0     | 1      | 2     |
| 8       | Bulgària        | 1  | 0     | 0      | 1     |
| 8       | Uzbekistan      | 1  | 0     | 0      | 1     |
| 10      | Estats Units    | 0  | 3     | 1      | 4     |
| 11      | Filipines       | 0  | 2     | 1      | 3     |
| 12      | R.P. de la Xina | 0  | 2     | 0      | 2     |
| 13      | Ucraïna         | 0  | 1     | 0      | 1     |
| 14      | Kazakhstan      | 0  | 0     | 2      | 2     |
| 15      | Armènia         | 0  | 0     | 1      | 1     |
| 15      | Austràlia       | 0  | 0     | 1      | 1     |
| 15      | Azerbaidjan     | 0  | 0     | 1      | 1     |
| 15      | Finlàndia       | 0  | 0     | 1      | 1     |
| 15      | Ghana           | 0  | 0     | 1      | 1     |
| 15      | Índia           | 0  | 0     | 1      | 1     |
| 15      | Itàlia          | 0  | 0     | 1      | 1     |
| 15      | Nova Zelanda    | 0  | 0     | 1      | 1     |
| 15      | Països Baixos   | 0  | 0     | 1      | 1     |
| 15      | Xina Taipei     | 0  | 0     | 1      | 1     |
| 15      | Tailàndia       | 0  | 0     | 1      | 1     |
| Total   | Total           | 13 | 13    | 26     | 52    |